# アストライア (プロダクション)
株式会社アストライア（英文社名；Astraia Co., Ltd.）は、東京都渋谷区に本社を置く日本の映像製作会社、芸能プロダクション。旧社名は「株式会社アストライアブロードキャストジャパン」。

## 沿革・概要
2004年6月18日、有限会社ディーディープランニングから分社化し「株式会社アストライアブロードキャストジャパン」として設立。設立当初は、ディーディープランニングから自社製作のアイドルDVDレーベル「Misty」を引継ぎ、アイドルのイメージDVD制作を主に展開。その後、ホームページ制作やサーバ管理業を経て俳優・アーティストのプロモーションビデオ等の音楽映像制作などを行う。
2011年頃から再び俳優、音楽アーティストのマネジメント、イベント制作が活発化。
2016年現在は、音楽制作、映像制作、音楽・映像商品の流通販売業務、キャスティングなどの業務も行う。

## 所属タレント
※は業務提携
- 千葉真一
- 松井誠 ※
- 水島涼太※
- ヘニー・ボスマン
- 一之森剣史
- 山内翼
- ともちん
- 河村樹
- 流星
- 有住 澪佳

- 大竹真一郎
- 白澤卓二 ※
- 山本優 ※
- 小出あゆ子

- 少女隊 ※
- 西野早耶
- 湊あむ
- 佐藤まりな

- 葉里真央
- 羽柴まゆみ
- 壱月九日
- 花音めいか

- 畠山みどり※
- 横浜銀蝿 ※
- 戸田桃香
- 耀宇

## かつて所属していたタレント
- かわい瞳
- 斉藤りま
- TAROO
- 西内麻衣
- ハヤブサ
- FUMIO
- ブレーメン大島
- 舞花
- 真剣佑
- 松村りな
- まなか
- 森崎愛
- 渡辺恋

## 製作

### イメージDVD
※ディーディープランニング時代に製作したものも含む
レーベル名：Misty
- 葉里真央「Aglaea」（2004年12月22日）
- 藤本仁以奈「Erato」（2004年11月27日）
- 華彩なな「muse」（2004年8月25日）
- 高木梓「Amor」（2004年7月23日）
- 早瀬あきな「EOS」（2004年6月25日）
- 飯窪五月「Cupido」（2004年5月26日）
- 真山美沙「Britomritis」（2004年3月25日）
- 山本理恵「Nausikaa」（2004年2月25日）
- 工藤あさぎ「IRIS」（2004年1月17日）
- 田中久美子「SOSPITA」（2003年12月20日）
- 森崎愛「Kyknos」（2003年10月17日）
- 時田夏子「Hersilia」（2003年10月17日）
- 小野真弓「Astraia」（2003年6月6日）
- 上原彩「Charis」（2003年6月6日）
- 細田あかり「Flora」（2003年5月9日）

### 映画DVD
- 幻想忍姫憚 藍（2004年9月29日、監督：畑澤和也）

### ミュージックビデオ
- 川嶋あい「ドアクロール」（2007年12月12日、ソニーミュージックディストリビューション）
- BeForU「Going Happy!!〜BeForUメジャーデビュー記念〜」（2007年6月25日）